# Gonatherus
Gonatherus is een geslacht van insecten uit de familie van de drekvliegen (Scathophagidae), die tot de orde tweevleugeligen (Diptera) behoort.

## Soort
- G. planiceps (Fallen, 1826)